# Qualificazioni ai Giochi della XXI Olimpiade (CONCACAF)
Di seguito sono elencati gli incontri con relativo risultato della zona nord/centro americana (CONCACAF) per le qualificazioni a Montréal 1976.

## Formula
La formula prevedeva quattro turni eliminatori.
Al turno preliminare partecipavano 6 squadre: Barbados, Dominica, El Salvador, Giamaica, Nicaragua, Trinidad e Tobago. Le squadre vennero divise in 3 spareggi A/R.
Le altre squadre, invece, avevano accesso al primo turno ad eccezione del Messico che di diritto aveva accesso al secondo turno. Il primo turno era composto da 5 spareggi A/R, mentre il secondo turno era composto da 3 spareggi A/R.
In caso di pareggio, era previsto un terzo incontro in campo neutro, questo era valido sia per il turno preliminare, sia per il primo turno, sia per il secondo turno.
Il terzo turno era composto da un girone A/R da 3 squadre; le 3 squadre in questione erano le vincenti degli spareggi del secondo turno.
Si qualificarono alle Olimpiadi le prime due classificate nel girone finale.

## Risultati

### Turno preliminare
|  | Barbados | 1 – 1 | Trinidad e Tobago |  |

|  | Trinidad e Tobago | 0 – 0 | Barbados |  |

|  | Barbados | 1 – 3 | Trinidad e Tobago |  |

|  | El Salvador | 4 – 0 | Nicaragua |  |

|  | Nicaragua | 2 – 1 | El Salvador |  |

|  | Giamaica | 1 – 0 | Dominica |  |

|  | Dominica | 1 – 2 | Giamaica |  |

Passano il turno El Salvador (5-2), Giamaica (3-1) e Trinidad e Tobago (4-2).

### Primo turno
|  | Bermuda | 3 – 2 | Stati Uniti |  |

|  | Stati Uniti | 2 – 0 | Bermuda |  |

|  | Costa Rica | 1 – 0 | El Salvador |  |

|  | El Salvador | 1 – 2 | Costa Rica |  |

|  | Cuba | 1 – 0 | Giamaica |  |

|  | Giamaica | 1 – 0 | Cuba |  |

|  | Cuba | 4 – 1 | Giamaica |  |

|  | Honduras | 0 – 0 | Guatemala |  |

|  | Guatemala | 2 – 0 | Honduras |  |

|  | Guyana olandese | 2 – 0 | Trinidad e Tobago |  |

|  | Trinidad e Tobago | 1 – 1 | Guyana olandese |  |

Passano il turno Costa Rica (3-1), Cuba (5-2), Guatemala (2-0), Stati Uniti (4-3) e Guyana olandese (3-1).

### Secondo turno
|  | Costa Rica | 1 – 1 | Guatemala |  |

|  | Guatemala | 2 – 1 | Costa Rica |  |

|  | Messico | 8 – 0 | Stati Uniti |  |

|  | Stati Uniti | 2 – 4 | Messico |  |

|  | Guyana olandese | 0 – 1 | Cuba |  |

|  | Cuba | 6 – 1 | Guyana olandese |  |

Passano il turno Cuba (7-1), Guatemala (3-2) e Messico (12-2).

### Terzo turno
| Squadra   | P.ti | G | V | N | P | GF | GS | DR |
| --------- | ---- | - | - | - | - | -- | -- | -- |
| Messico   | 5    | 4 | 2 | 1 | 1 | 11 | 7  | +4 |
| Guatemala | 4    | 4 | 1 | 2 | 1 | 6  | 8  | -2 |
| Cuba      | 3    | 4 | 0 | 3 | 1 | 5  | 7  | -2 |

|  | Messico | 4 – 1 | Guatemala |  |

|  | Guatemala | 3 – 2 | Messico |  |

|  | Messico | 4 – 2 | Cuba |  |

|  | Cuba | 1 – 1 | Messico |  |

|  | Guatemala | 1 – 1 | Cuba |  |

|  | Cuba | 1 – 1 | Guatemala |  |